# Marcel Hossa
Marcel Hossa (Ilava, 12 ottobre 1981) è un hockeista su ghiaccio slovacco, fratello minore di Marián, anch'egli giocatore di hockey su ghiaccio.

## Carriera

### Club
Hossa fu selezionato al primo giro in occasione del NHL Entry Draft del 2000 in 16ª posizione assoluta da parte dei Montreal Canadiens. Prima di allora aveva giocato per la formazione giovanile slovacca dell'HC Dukla Trencin, prima di approdare in Nordamerica presso i Portland Winterhawks nella Western Hockey League nella stagione 1998–99.
Marcel guidò in attacco Winterhawks fino alle finali della WHL nella stagione 2000–01, prima di passare al mondo professionistico nell'organizzazione dei Canadiens, in particolare presso la squadra affiliata in American Hockey League dei Quebec Citadelles.
Hossa trascorse la maggior parte della stagione 2001–02 con i Citadelles, raccogliendo 32 punti in 53 partite. A metà stagione fu richiamato dai Canadiens e fece in suo debutto in NHL disputando 10 partite, con 3 gol ed un assist.
Nelle due stagioni successivi Hossa si divise fra i Canadiens e la nuova formazione affiliata in AHL degli Hamilton Bulldogs. Nel 2003 disputò l'NHL YoungStars Game dedicato ai migliori prospetti della lega. Nonostante le aspettative non fu in grado di conquistarsi la permanenza a tempo pieno presso i Canadiens. Durante il lockout della NHL, il 25 settembre 2004 Marcel firmò un contratto di un anno con la squadra svedese del Mora IK, militante nella Elitserien; così Marcel giocò insieme al fratello Marian, concludendo l'anno con 24 punti in 48 partite giocate.
Prima dell'inizio della stagione 2005–06, ed il conseguente ritorno nella NHL, il 30 settembre 2005 Hossa fu ceduto dai Canadiens ai New York Rangers in cambio di Garth Murray. Nella sua prima stagione con i Rangers Hossa giocò per ben 64 partite, record personale, totalizzando 10 gol. L'anno successivo, nel 2006-07, dopo un inizio difficile concluse la stagione regolare con il record di 18 punti. Il 5 marzo 2007 si infortunò al ginocchio destro in occasione del successo per 2-1 nel derby contro i New York Islanders.
Nella stagione 2007-08 Hossa faticò ancor di più ad ottenere punti, giocando solo 36 partite con i Rangers prima di essere ceduto in American Hockey League agli Hartford Wolf Pack. Il 26 febbraio 2008 passò ai Phoenix Coyotes insieme ad Al Montoya in cambio di Fredrik Sjöström, David LeNeveu e Josh Gratton. Concluse la stagione con i Coyotes senza realizzare alcun punto in 14 partite.
Il 3 luglio 2008 da free agent Hossa, tornato in Europa, firmò un contratto con la neonata Dinamo Riga nella nuova Kontinental Hockey League. Dopo aver guidato in attacco Riga con 22 reti nella stagione 2008–09, Marcel conquistò nel 2009–10 il titolo di miglior marcatore della lega con 35 reti all'attivo. Fu scelto quell'anno da parte della Slovacchia, insieme al fratello Marian, per giocare il torneo olimpico di Vancouver 2010.
Il 7 maggio 2010 Hossa lasciò Riga per passare con i campioni in carica della KHL dell'Ak Bars Kazan'. Il 26 luglio 2011 Hossa firmò un contratto valido per un anno con lo Spartak Mosca; tuttavia il 1º gennaio 2012 lasciò la squadra per ritornare alla Dinamo Riga. Il 18 maggio passò ufficialmente al Lev Praga. Dopo una stagione trascorsa con la franchigia ceca nel 2013 fece ritorno nuovamente alla Dinamo Riga.

### Nazionale
Marcel Hossa debutto nel mondiale U18 nel 1998, mentre nelle due stagioni successive prese parte ai mondiali U20. Nel 2005 debuttò con la nazionale della Slovacchia. Nel mondiale del 2008 fu in grado di totalizzare 7 punti in 5 gare disputate. In totale conta 68 presenze con le diverse selezioni nazionali con 13 reti e 12 assist. Nel 2012 vinse la medaglia d'argento.

## Palmarès

### Individuale
- KHL First All-Star Team: 1

2009-2010
- KHL All-Star Game: 3

2009, 2010, 2014
- Maggior numero di gol nella Kontinental Hockey League: 1

2008-2009 (35 reti)
- Western Hockey League Second All-Star Team: 1

2000-2001